# گل بهار (سرده)
گل بهار (نام علمی: Eranthis) نام یک سرده از تیره آلالگان است.